# タオルアニマル

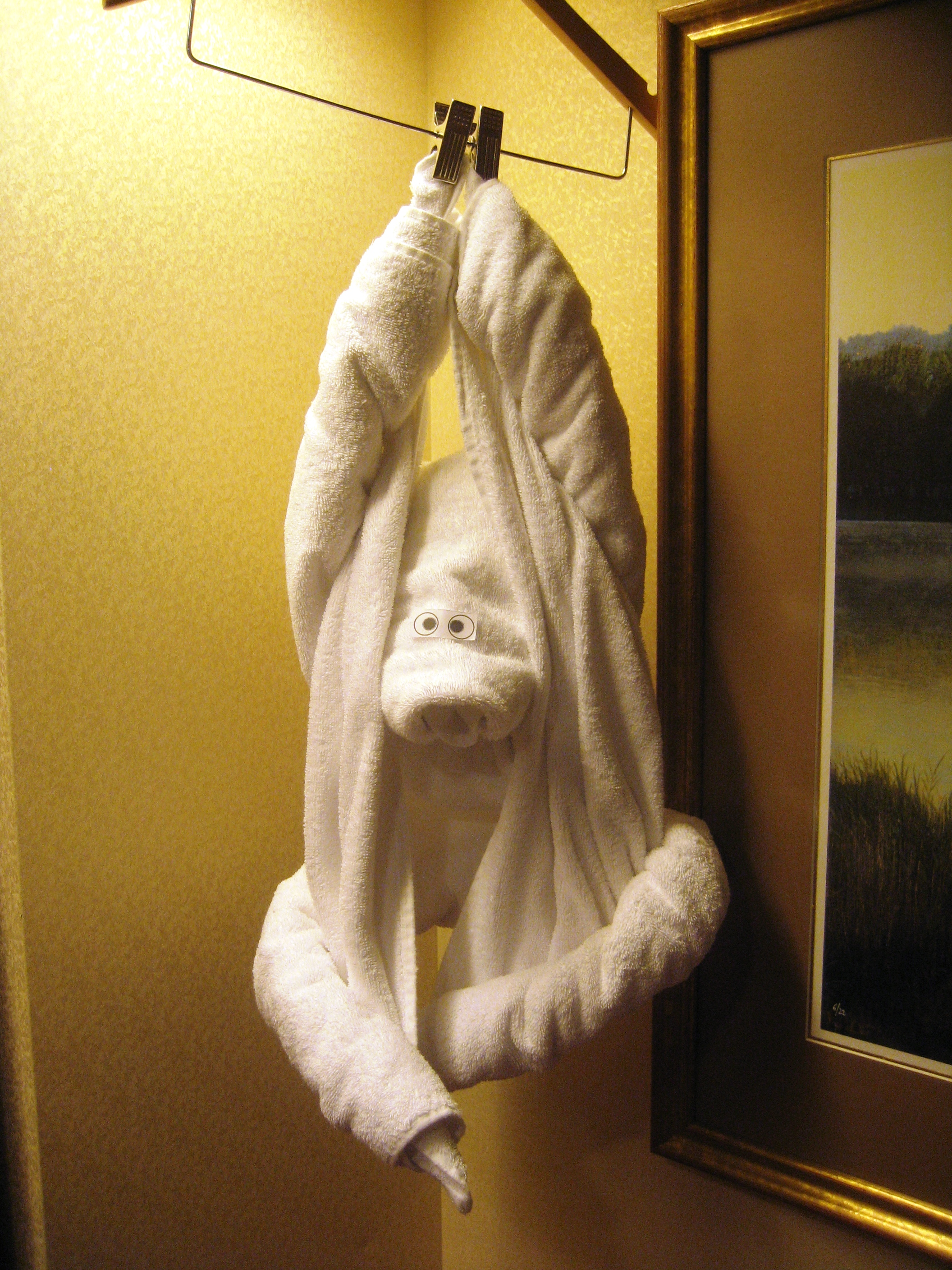
ホーランド・アメリカクルーズ船に乗船するオランウータンのタオルアニマル

タオルアニマルは小さなタオルを折りたたんで作った、動物を描写したもの。概念としては折り紙に似ているが、紙ではなくタオルを使う。一般的なタオルアニマルとしては、ゾウ、ヘビ、ウサギ、ハクチョウがある。
タオルアニマルの起源ははっきりとは分かっていないが、その人気はカーニバルクルーズラインによるものと言われることが多い。タオルアニマルの前身はおそらく、ハンカチの動物やナプキン折りであると思われる。
カーニバルクルーズライン、ノルウェージャン・クルーズライン、ディズニー・クルーズ・ライン、ロイヤル・カリビアン、ディズニー・ホテル、ホーランド・アメリカラインクルーズでは、タオルアニマルを客のベッドに置いておくことが、夜のターンダウンサービスの1つとしてよく行われる。ヌエボ・バジャルタやリビエラ・マヤにあるGrupo Vidanta's Grand Luxxe Residence Clubsなどの最高級ホテルリゾートでもタオルアニマルが現れることがある。

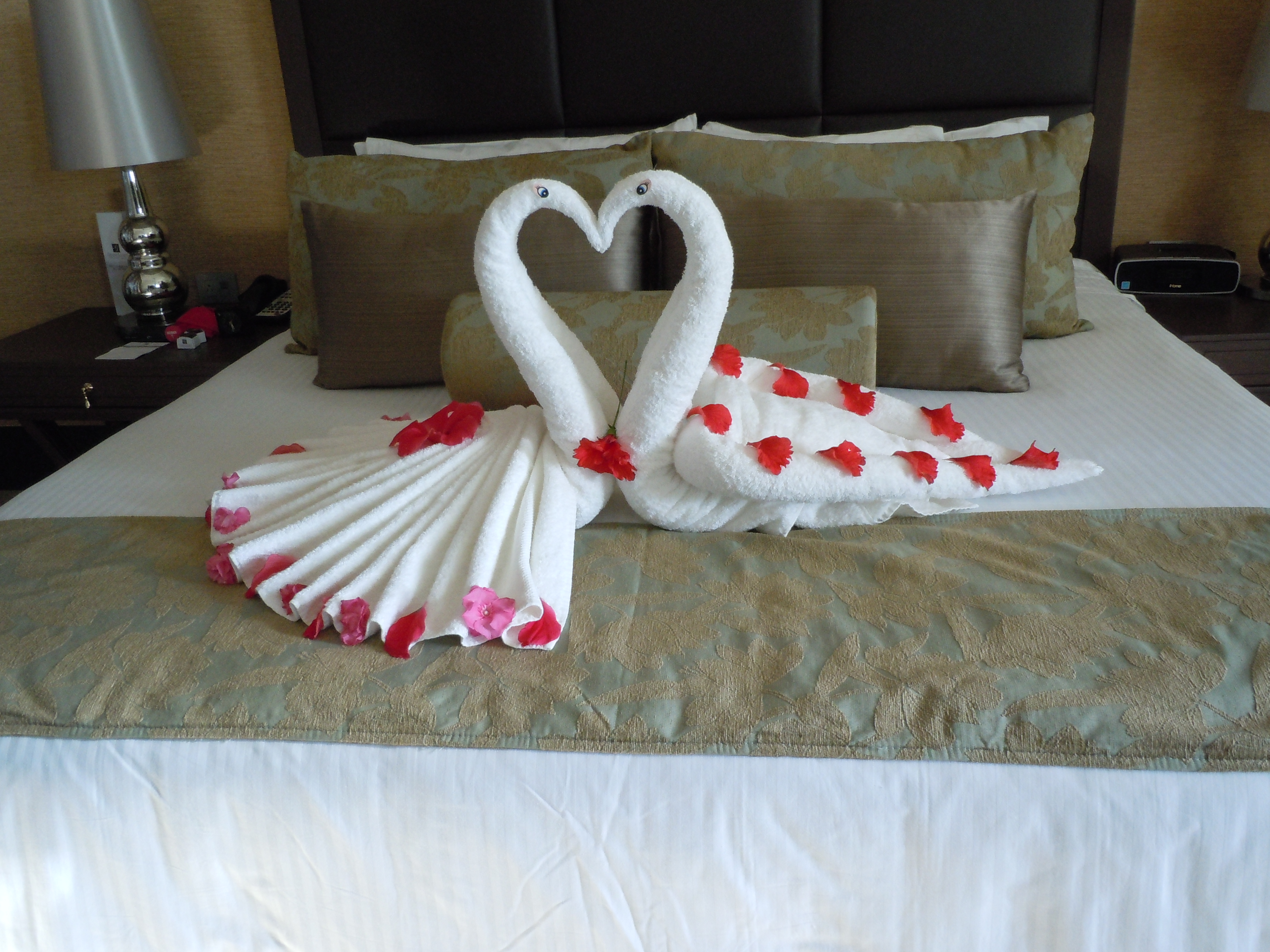
花をまとった、つがいのクジャクタオルアニマル

カーニバルはフォーマリティーズ・ショップでクルーズまたは乗船前に予約した客に本を提供している。ホーランド・アメリカも同じような提供を行っている。他にもタオルアニマルについての本で入手できるものはいくつかあり、これらの本は、タオルアニマルに切り抜いた目とボタンの鼻を単純に追加することで、動物らしさをどのように高められるかを示している。ギャラリーの作品の中には、複数のタオルや時にハンドタオルや手ぬぐいを使う必要があるものもある。Grand Luxxeは花や花弁、ヤシの枝の先端を使い、クジャクを描写したイメージのような創造物を高めている。